# Coregonus suidteri
Coregonus suidteri és una espècie de peix de la família dels salmònids i de l'ordre dels salmoniformes.

## Alimentació
Menja crustacis, larves d'insectes i mol·luscs bentònics (a la primavera) i pelàgics (a l'estiu).

## Distribució geogràfica
Es troba a Europa: llacs Vierwaldstätter, Zug i Sempach a Suïssa.